# Jérémy Bokila
Jérémy Bokila, né le 14 novembre 1988 à Kinshasa au Zaïre (aujourd'hui la république démocratique du Congo), est un footballeur international congolais, naturalisé belge, qui joue au poste d'attaquant. Il possède également la nationalité néerlandaise.

## Biographie

### En club

#### Jeunesse et formation
Jérémy Bokila émigre très jeune avec ses parents aux Pays-Bas, c'est là qu'il fait ses débuts dans le football au ZSV Zelos (nl), un club amateur. Après avoir passé dix ans dans les différentes équipes d'âge du club, il rejoint le noyau espoirs de l'AGOVV Apeldoorn, club de deuxième division néerlandaise. Le 10 août 2007, il joue son premier match officiel en montant au jeu pour Julius Wille (nl) à la 67e minute face au FC Den Bosch (défaite, 0-1). Il s'installe ensuite peu à peu comme titulaire et, après trois saisons, il décide de tenter sa chance à l'étranger en 2010 et signe au SV Zulte Waregem, en première division belge.

#### Zulte-Waregem (2010-2013)
Dans son nouveau club, Jérémy Bokila est le plus souvent réserviste, considéré comme un « joker ». Après un an, il accepte d'être prêté au Sparta Rotterdam, où il inscrit dix-neuf buts en trente-trois rencontres, toutes compétitions confondues. De retour à Waregem en juin 2012, il est à nouveau prêté cette fois au FC Petrolul Ploiești en Roumanie.

#### Livingston FC (depuis 2025)
Le 29 juillet 2025, le globe-trotteur qui a déjà exploré de nombreux championnats à travers le monde s'offre un nouveau défi, cette fois-ci en Écosse, en signant au Livingston FC, fraîchement promu en Premiership et où il portera le n°18.

### En sélections nationales
Ses bonnes performances lors de ses deux prêts consécutifs lui permettent d'être repris en équipe nationale de RDC pour un match amical contre le Burkina Faso, le 14 novembre 2012, lors duquel il est titulaire, remplacé par Budge Manzia à la 46e minute de jeu (défaite, 0-1),,.

## Statistiques

### En club
| Saison                | Club                     | Championnat           | Championnat | Championnat | Championnat | Coupe nationale | Coupe nationale | Coupe nationale | Coupe de la Ligue | Coupe de la Ligue | Coupe de la Ligue | Autres compétitions | Autres compétitions | Autres compétitions | Autres compétitions | Total | Total | Total |
| Saison                | Club                     | Division              | M.          | B.          | P.d.        | M.              | B.              | P.d.            | M.                | B.                | P.d.              | Comp.               | M.                  | B.                  | P.d.                | M.    | B.    | P.d.  |
| 2007-2008             | AGOVV Apeldoorn          | Eerste Divisie        | 32          | 7           | 1           | 1               | 0               | 0               | -                 | -                 | -                 | -                   | -                   | -                   | -                   | 33    | 7     | 1     |
| 2008-2009             | AGOVV Apeldoorn          | Eerste Divisie        | 33          | 14          | 1           | 2               | 1               | 0               | -                 | -                 | -                 | -                   | -                   | -                   | -                   | 35    | 15    | 1     |
| 2009-2010             | AGOVV Apeldoorn          | Eerste Divisie        | 31          | 10          | 2           | 1               | 0               | 1               | -                 | -                 | -                 | PO                  | 1                   | 0                   | 0                   | 33    | 10    | 3     |
| Sous-total            | Sous-total               | Sous-total            | 96          | 31          | 4           | 4               | 1               | 1               | -                 | -                 | -                 | -                   | 1                   | 0                   | 0                   | 101   | 32    | 5     |
| 2010-2011             | SV Zulte Waregem         | Division 1            | 18          | 2           | 1           | -               | -               | -               | -                 | -                 | -                 | PO2                 | 3                   | 0                   | 0                   | 21    | 2     | 1     |
| 2011-2012             | SV Zulte Waregem         | Division 1            | 2           | 0           | 0           | -               | -               | -               | -                 | -                 | -                 | PO2                 | -                   | -                   | -                   | 2     | 0     | 0     |
| Sous-total            | Sous-total               | Sous-total            | 20          | 2           | 1           | -               | -               | -               | -                 | -                 | -                 | -                   | 3                   | 0                   | 0                   | 23    | 2     | 1     |
| 2011-2012             | Sparta Rotterdam (prêt)  | Eerste Divisie        | 28          | 15          | 4           | 3               | 4               | 1               | -                 | -                 | -                 | PO                  | 2                   | 0                   | 0                   | 33    | 19    | 5     |
| 2012-2013             | Petrolul Ploiești (prêt) | Liga I                | 31          | 16          | 6           | 6               | 6               | 2               | -                 | -                 | -                 | -                   | -                   | -                   | -                   | 37    | 22    | 8     |
| 2013-2014             | Terek Grozny             | Premier-Liga          | 19          | 3           | 1           | 3               | 5               | 0               | -                 | -                 | -                 | -                   | -                   | -                   | -                   | 22    | 8     | 1     |
| 2014-2015             | Terek Grozny             | Premier-Liga          | 17          | 1           | 0           | 1               | 0               | 0               | -                 | -                 | -                 | -                   | -                   | -                   | -                   | 18    | 1     | 0     |
| Sous-total            | Sous-total               | Sous-total            | 36          | 4           | 1           | 4               | 5               | 0               | -                 | -                 | -                 | -                   | -                   | -                   | -                   | 40    | 9     | 1     |
| 2015                  | Guangzhou R&F            | CSL                   | 13          | 4           | 1           | 1               | 0               | 0               | -                 | -                 | -                 | -                   | -                   | -                   | -                   | 14    | 4     | 1     |
| 2017                  | Guangzhou R&F            | CSL                   | -           | -           | -           | -               | -               | -               | -                 | -                 | -                 | -                   | -                   | -                   | -                   | 0     | 0     | 0     |
| Sous-total            | Sous-total               | Sous-total            | 13          | 4           | 1           | 1               | 0               | 0               | -                 | -                 | -                 | -                   | -                   | -                   | -                   | 14    | 4     | 1     |
| 2015-2016             | Eskişehirspor (prêt)     | Süper Lig             | 13          | 1           | 2           | -               | -               | -               | -                 | -                 | -                 | -                   | -                   | -                   | -                   | 13    | 1     | 2     |
| 2016-2017             | Al-Kharaitiyat SC (prêt) | QSL                   | 12          | 3           | 0           | -               | -               | -               | -                 | -                 | -                 | -                   | -                   | -                   | -                   | 12    | 3     | 0     |
| 2016-2017             | Akhisar Belediyespor     | Süper Lig             | 4           | 0           | 0           | 1               | 0               | 0               | -                 | -                 | -                 | -                   | -                   | -                   | -                   | 5     | 0     | 0     |
| 2018-2019             | Akhisar Belediyespor     | Süper Lig             | 16          | 4           | 1           | 7               | 3               | 2               | -                 | -                 | -                 | -                   | -                   | -                   | -                   | 23    | 7     | 3     |
| Sous-total            | Sous-total               | Sous-total            | 20          | 4           | 1           | 8               | 3               | 2               | -                 | -                 | -                 | -                   | -                   | -                   | -                   | 28    | 7     | 3     |
| 2017-2018             | CFR Cluj (prêt)          | Liga I                | 5           | 0           | 0           | -               | -               | -               | -                 | -                 | -                 | PO                  | -                   | -                   | -                   | 5     | 0     | 0     |
| 2017-2018             | Dinamo Bucarest (prêt)   | Liga I                | 12          | 1           | 1           | 1               | 0               | 0               | -                 | -                 | -                 | PO                  | -                   | -                   | -                   | 13    | 1     | 1     |
| 2019-2020             | Hatayspor                | 1.Lig                 | 6           | 2           | 1           | 1               | 0               | 0               | -                 | -                 | -                 | -                   | -                   | -                   | -                   | 7     | 2     | 1     |
| 2019-2020             | Ankara Keçiörengücü      | 1.Lig                 | 12          | 1           | 1           | -               | -               | -               | -                 | -                 | -                 | -                   | -                   | -                   | -                   | 12    | 1     | 1     |
| 2021                  | Roots d'Oakland          | USLC                  | 24          | 5           | 0           | -               | -               | -               | -                 | -                 | -                 | PO                  | 2                   | 1                   | 0                   | 26    | 6     | 0     |
| 2022-2023             | Willem II                | Eerste Divisie        | 34          | 8           | 2           | 1               | 0               | 0               | -                 | -                 | -                 | PO                  | 2                   | 0                   | 0                   | 37    | 8     | 2     |
| 2023-2024             | Willem II                | Eerste Divisie        | 32          | 11          | 2           | 2               | 0               | 1               | -                 | -                 | -                 | -                   | -                   | -                   | -                   | 34    | 11    | 3     |
| 2024-2025             | Willem II                | Eredivisie            | 29          | 3           | 1           | 2               | 1               | 1               | -                 | -                 | -                 | PO                  | 3                   | 0                   | 0                   | 34    | 4     | 2     |
| Sous-total            | Sous-total               | Sous-total            | 95          | 22          | 5           | 5               | 1               | 2               | -                 | -                 | -                 | -                   | 5                   | 0                   | 0                   | 105   | 23    | 7     |
| 2025-2026             | Livingston FC            | Scottish Premiership  | 2           | 1           | 0           | -               | -               | -               | 1                 | 0                 | 0                 | -                   | -                   | -                   | -                   | 3     | 1     | 0     |
| Total sur la carrière | Total sur la carrière    | Total sur la carrière | 425         | 112         | 28          | 33              | 20              | 8               | 1                 | 0                 | 0                 | -                   | 13                  | 1                   | 0                   | 472   | 133   | 36    |

### En sélections nationales
| Saison                | Sélection             | Phases finales        | Phases finales | Phases finales | Phases finales | Éliminatoires CDM | Éliminatoires CDM | Éliminatoires CDM | Éliminatoires CAN | Éliminatoires CAN | Éliminatoires CAN | Matchs amicaux | Matchs amicaux | Matchs amicaux | Total | Total | Total |
| Saison                | Sélection             | Compétition           | M              | B              | Pd             | M                 | B                 | Pd                | M                 | B                 | Pd                | M              | B              | Pd             | M     | B     | Pd    |
| --------------------- | --------------------- | --------------------- | -------------- | -------------- | -------------- | ----------------- | ----------------- | ----------------- | ----------------- | ----------------- | ----------------- | -------------- | -------------- | -------------- | ----- | ----- | ----- |
| 2012-2013             | RD Congo              | -                     | -              | -              | -              | -                 | -                 | -                 | -                 | -                 | -                 | 1              | 0              | 0              | 1     | 0     | 0     |
| 2014-2015             | RD Congo              | CAN 2015              | 5              | 2              | 0              | -                 | -                 | -                 | 7                 | 3                 | 0                 | 1              | 0              | 0              | 13    | 5     | 0     |
| 2015-2016             | RD Congo              | -                     | -              | -              | -              | 0                 | 0                 | 0                 | 1                 | 0                 | 0                 | 2              | 1              | 0              | 3     | 1     | 0     |
| 2016-2017             | RD Congo              | CAN 2017              | 2              | 0              | 0              | -                 | -                 | -                 | -                 | -                 | -                 | -              | -              | -              | 2     | 0     | 0     |
| 2017-2018             | RD Congo              | -                     | -              | -              | -              | 1                 | 0                 | 0                 | -                 | -                 | -                 | -              | -              | -              | 1     | 0     | 0     |
| Total sur la carrière | Total sur la carrière | Total sur la carrière | 7              | 2              | 0              | 1                 | 0                 | 0                 | 8                 | 3                 | 0                 | 4              | 1              | 0              | 20    | 6     | 0     |

### Matchs internationaux
| Matchs internationaux de Jérémy Bokila, | Matchs internationaux de Jérémy Bokila, | Matchs internationaux de Jérémy Bokila,                          | Matchs internationaux de Jérémy Bokila, | Matchs internationaux de Jérémy Bokila, | Matchs internationaux de Jérémy Bokila, | Matchs internationaux de Jérémy Bokila, | Matchs internationaux de Jérémy Bokila,                                     |
| #                                       | Date                                    | Lieu                                                             | Adversaire                              | Résultat                                | Compétition                             | Club                                    | Notes                                                                       |
| --------------------------------------- | --------------------------------------- | ---------------------------------------------------------------- | --------------------------------------- | --------------------------------------- | --------------------------------------- | --------------------------------------- | --------------------------------------------------------------------------- |
| 1                                       | 14 novembre 2012                        | Stade Ben M'Hamed El Abdi, El Jadida, Maroc                      | Burkina Faso                            | D 0 - 1                                 | Match amical                            | Petrolul Ploiești                       | Titulaire, remplacé par Budge Manzia à la 46e minute de jeu.                |
| 2                                       | 6 septembre 2014                        | Stade TP Mazembe, Lubumbashi, Rép. Dém. Congo                    | Cameroun                                | D 0 - 2                                 | Éliminatoires de la CAN 2015            | Terek Grozny                            | Entre en jeu à la place de Cédric Makiadi à la 78e minute de jeu.           |
| 3                                       | 10 septembre 2014                       | Stade TP Mazembe, Lubumbashi, Rép. Dém. Congo                    | Sierra Leone                            | V 2 - 0                                 | Éliminatoires de la CAN 2015            | Terek Grozny                            | Buteur, entre en jeu à la place de Firmin Mubele à la 77e minute de jeu.    |
| 4                                       | 11 octobre 2014                         | Stade des Martyrs, Kinshasa, Rép. Dém. Congo                     | Côte d'Ivoire                           | D 1 - 2                                 | Éliminatoires de la CAN 2015            | Terek Grozny                            | Entre en jeu à la place de Guy Lusadisu à la 64e minute de jeu.             |
| 5                                       | 15 octobre 2014                         | Stade Félix-Houphouët-Boigny, Abidjan, Côte d'Ivoire             | Côte d'Ivoire                           | V 4 - 3                                 | Éliminatoires de la CAN 2015            | Terek Grozny                            | Titulaire et buteur, remplacé par Patou Ebunga à la 90e minute de jeu.      |
| 6                                       | 15 novembre 2014                        | Stade Ahmadou-Ahidjo, Yaoundé, Cameroun                          | Cameroun                                | D 0 - 1                                 | Éliminatoires de la CAN 2015            | Terek Grozny                            | Titulaire.                                                                  |
| 7                                       | 19 novembre 2014                        | Stade Tata Raphaël, Kinshasa, Rép. Dém. Congo                    | Sierra Leone                            | V 3 - 1                                 | Éliminatoires de la CAN 2015            | Terek Grozny                            | Titulaire, remplacé par Héritier Luvumbu à la 73e minute de jeu.            |
| 8                                       | 7 janvier 2015                          | Stade Ahmadou-Ahidjo, Yaoundé, Cameroun                          | Cameroun                                | N 1 - 1                                 | Match amical                            | Terek Grozny                            | Titulaire, remplacé par Cédric Makiadi à la 63e minute de jeu.              |
| 9                                       | 22 janvier 2015                         | Nuevo Estadio de Ebebiyín, Ebebiyín, Guinée équatoriale          | Cap-Vert                                | N 0 - 0                                 | CAN 2015                                | Terek Grozny                            | Entre en jeu à la place de Yannick Bolasie à la 63e minute de jeu.          |
| 10                                      | 26 janvier 2015                         | Stade Nkoantoma, Bata, Guinée équatoriale                        | Tunisie                                 | N 1 - 1                                 | CAN 2015                                | Terek Grozny                            | Buteur, entre en jeu à la place de Cedrick Mabwati à la 60e minute de jeu.  |
| 11                                      | 31 janvier 2015                         | Stade Nkoantoma, Bata, Guinée équatoriale                        | Congo                                   | V 4 - 2                                 | CAN 2015                                | Terek Grozny                            | Titulaire et buteur.                                                        |
| 12                                      | 4 février 2015                          | Stade Nkoantoma, Bata, Guinée équatoriale                        | Côte d'Ivoire                           | D 1 - 3                                 | CAN 2015                                | Terek Grozny                            | Titulaire.                                                                  |
| 13                                      | 7 février 2015                          | Nuevo Estadio de Malabo, Malabo, Guinée équatoriale              | Guinée équatoriale                      | N 0 - 0 4-2 t.a.b                       | CAN 2015                                | Terek Grozny                            | Titulaire, remplacé par Junior Kabananga à la 74e minute de jeu.            |
| 14                                      | 14 juin 2015                            | Stade Tata Raphaël, Kinshasa, Rép. Dém. Congo                    | Madagascar                              | V 2 - 1                                 | Éliminatoires de la CAN 2017            | Terek Grozny                            | Titulaire, remplacé par Dieumerci Ndongala à la 84e minute de jeu.          |
| 15                                      | 6 septembre 2015                        | Complexe sportif Barthélemy Boganda, Bangui, Rép. centrafricaine | Centrafrique                            | D 0 - 2                                 | Éliminatoires de la CAN 2017            | Guangzhou R&F                           | Entre en jeu à la place de Wilson Kamavuaka à la 40e minute de jeu.         |
| 16                                      | 8 octobre 2015                          | Stade de la Cité de l'Oie, Visé, Belgique                        | Nigeria                                 | V 2 - 0                                 | Match amical                            | Guangzhou R&F                           | Entre en jeu à la place de Jacques Maghoma à la 80e minute de jeu.          |
| 17                                      | 25 mai 2016                             | Stade Giuseppe Sinigaglia, Côme, Italie                          | Roumanie                                | N 1 - 1                                 | Match amical                            | Eskişehirspor                           | Buteur, entre en jeu à la place de Paul-José M'Poku à la 78e minute de jeu. |
| 18                                      | 24 janvier 2017                         | Stade de Port-Gentil, Port-Gentil, Gabon                         | Togo                                    | V 3 - 1                                 | CAN 2017                                | Guangzhou R&F                           | Entre en jeu à la place de Junior Kabananga à la 83e minute de jeu.         |
| 19                                      | 29 janvier 2017                         | Stade d'Oyem, Oyem, Gabon                                        | Ghana                                   | D 1 - 2                                 | CAN 2017                                | Guangzhou R&F                           | Entre en jeu à la place de Firmin Mubele à la 83e minute de jeu.            |
| 20                                      | 11 novembre 2017                        | Stade des Martyrs, Kinshasa, Rép. Dém. Congo                     | Guinée                                  | V 3 - 1                                 | Éliminatoires de la Coupe du monde 2018 | Dinamo Bucarest                         | Entre en jeu à la place de Firmin Mubele à la 60e minute de jeu.            |

### Buts internationaux
| Buts internationaux de Jérémy Bokila, | Buts internationaux de Jérémy Bokila, | Buts internationaux de Jérémy Bokila,                | Buts internationaux de Jérémy Bokila, | Buts internationaux de Jérémy Bokila, | Buts internationaux de Jérémy Bokila, | Buts internationaux de Jérémy Bokila, | Buts internationaux de Jérémy Bokila, | Buts internationaux de Jérémy Bokila, | Buts internationaux de Jérémy Bokila, |
| #                                     | Date                                  | Lieu                                                 | Adversaire                            | Résultat                              | Compétition                           | Détail                                | Détail                                | Détail                                | Cape                                  |
| ------------------------------------- | ------------------------------------- | ---------------------------------------------------- | ------------------------------------- | ------------------------------------- | ------------------------------------- | ------------------------------------- | ------------------------------------- | ------------------------------------- | ------------------------------------- |
| 1                                     | 10 septembre 2014                     | Stade TP Mazembe, Lubumbashi, Rép. Dém. Congo        | Sierra Leone                          | V 2 - 0                               | Éliminatoires de la CAN 2015          | 88e                                   | du pied droit                         | 0-2                                   | 3e                                    |
| 2                                     | 15 octobre 2014                       | Stade Félix-Houphouët-Boigny, Abidjan, Côte d'Ivoire | Côte d'Ivoire                         | V 4 - 3                               | Éliminatoires de la CAN 2015          | 36e                                   | du pied droit                         | 1-3                                   | 5e                                    |
| 3                                     | 15 octobre 2014                       | Stade Félix-Houphouët-Boigny, Abidjan, Côte d'Ivoire | Côte d'Ivoire                         | V 4 - 3                               | Éliminatoires de la CAN 2015          | 88e                                   | du pied droit                         | 3-4                                   | 5e                                    |
| 4                                     | 26 janvier 2015                       | Stade Nkoantoma, Bata, Guinée équatoriale            | Tunisie                               | N 1 - 1                               | CAN 2015                              | 66e                                   | du pied gauche                        | 1-1                                   | 10e                                   |
| 5                                     | 31 janvier 2015                       | Stade Nkoantoma, Bata, Guinée équatoriale            | Congo                                 | V 4 - 2                               | CAN 2015                              | 75e                                   | du pied gauche                        | 2-2                                   | 11e                                   |
| 6                                     | 25 mai 2016                           | Stade Giuseppe Sinigaglia, Côme, Italie              | Roumanie                              | N 1 - 1                               | Match amical                          | 87e                                   | du pied gauche                        | 1-1                                   | 17e                                   |

## Palmarès

### En club
|  |  | Petrolul Ploiești - Coupe de Roumanie (1) : - Vainqueur : 2013. |  | Willem II - Championnat des Pays-Bas de deuxième division (1) : - Champion : 2024. |

### En sélections nationales
|  |  | RD Congo - Coupe d'Afrique des nations : - Troisième : 2015. |

## Vie privée
Jeremy Bokila est le fils de N'Dingi Bokila, également footballeur professionnel, actif dans les années 80 et deux fois meilleur buteur du championnat de deuxième division belge, sous la vareuse du KRC Harelbeke.
Il a trois frères aînés, tous également footballeurs : Paldy (nl), Wim (nl) et Noë Bokila.